# Gaius Flavius Fimbria (consul in 104 v.Chr.)
Gaius Flavius Fimbria was een Romeins politicus, die zich als homo novus uit een lage stand tot hoge ambten te verheffen wist door zijn eigen verdiensten en talent.
In 105 v.Chr. was hij kandidaat voor het consulaat, en het volk gaf aan hem de voorkeur in plaats van aan zijn tegenstander Quintus Lutatius Catulus. Daarop werd Fimbria in 104 v.Chr. samen met Gaius Marius – wiens tweede consulaat dit was – consul. Fimbria schijnt zijn populariteit in deze periode te hebben verworven, daar hij eerdere onsuccesvol had gepoogd tot tribunus plebis te worden verkozen.
Hoewel we niet weten welke Romeinse provincie hij na zijn consulaat kreeg toegewezen, weten we wel dat hij door Marcus Gratidius nadien werd aangeklaagd voor repetundae (knevelarij), gesteund door bewijs van Marcus Aemilius Scaurus, doch vrijgesproken. Tijdens de opstand van Lucius Appuleius Saturninus in 100 v.Chr., nam Fimbria samen met andere oud-consuls de wapens op om het publieke goed te verdedigen.
De legatus Gaius Flavius Fimbria en Flavius Fimbria waren vermoedelijk zonen van hem.
Cicero die een wijze spreuk van hem als rechter aanhaalt, noemt hem ook als redenaar.